# Frankrikes Grand Prix 1990
Frankrikes Grand Prix 1990 var det sjunde av 16 lopp ingående i formel 1-VM 1990.

## Resultat
1. Alain Prost, Ferrari, 9 poäng
2. Ivan Capelli, Leyton House-Judd, 6
3. Ayrton Senna, McLaren-Honda, 4
4. Nelson Piquet, Benetton-Ford, 3
5. Gerhard Berger, McLaren-Honda, 2
6. Riccardo Patrese, Williams-Renault, 1
7. Aguri Suzuki, Larrousse (Lola-Lamborghini)
8. Eric Bernard, Larrousse (Lola-Lamborghini)
9. Philippe Alliot, Ligier-Ford
10. Michele Alboreto, Arrows-Ford
11. Derek Warwick, Lotus-Lamborghini
12. Martin Donnelly, Lotus-Lamborghini
13. Stefano Modena, Brabham-Judd
14. Nicola Larini, Ligier-Ford
15. David Brabham, Brabham-Judd
16. Alessandro Nannini, Benetton-Ford (varv 75, elsystem)
17. Yannick Dalmas, AGS-Ford
18. Nigel Mansell, Ferrari (72, motor)

### Förare som bröt loppet
- Satoru Nakajima, Tyrrell-Ford (varv 63, växellåda)
- Mauricio Gugelmin, Leyton House-Judd (58, motor)
- Pierluigi Martini, Minardi-Ford (40, elsystem)
- Jean Alesi, Tyrrell-Ford (23, differential)
- Alex Caffi, Arrows-Ford (22, upphängning)
- Thierry Boutsen, Williams-Renault (8, motor)
- Emanuele Pirro, BMS Scuderia Italia (Dallara-Ford) (7, bromsar)

### Förare som diskvalificerades
- Andrea de Cesaris, BMS Scuderia Italia (Dallara-Ford) (varv 78)

### Förare som ej kvalificerade sig
- Paolo Barilla, Minardi-Ford
- Gabriele Tarquini, AGS-Ford
- Gregor Foitek, Onyx-Ford
- JJ Lehto, Onyx-Ford

### Förare som ej förkvalificerade sig
- Olivier Grouillard, Osella-Ford
- Roberto Moreno, EuroBrun-Judd
- Claudio Langes, EuroBrun-Judd
- Bertrand Gachot, Coloni-Subaru
- Bruno Giacomelli, Life

## VM-ställning
| Förarmästerskapet 1. Ayrton Senna, McLaren-Honda, 35 2. Alain Prost, Ferrari, 32 3. Gerhard Berger, McLaren-Honda, 25 | Konstruktörsmästerskapet 1. McLaren-Honda, 60 2. Ferrari, 45 3. Benetton-Ford, 23 |